# 古閑の滝
古閑の滝（こがのたき）は、熊本県阿蘇市にある滝。手軽に楽しむことのできる氷瀑として知られている。

## 概要
雄滝と雌滝からなり、落差はそれぞれ80m、100m。

ともに水量に乏しく、岩肌が湿る程度の貧弱な流れで目立たない。しかし北西の季節風の吹き付ける冬季(1月〜3月)になるとその姿を一変させ、
豪壮な氷瀑と化す。特に落差100mの全てが凍結する雌滝は圧巻で、その威容は阿蘇カルデラ内の随所から望まれる。
寒気が去り氷が緩むと、やがて落氷の音が麓の集落にまで響き渡るようになる。この音は地元では春の訪れを告げる風物詩として親しまれている。かつては滝氷を氷室に貯蔵し、夏季に病気の治療に利用したという。
また、同じ阿蘇市内の仙酔峡には落差約6mの涸れ滝があるが、こちらも冬季に結氷し、裏見の氷瀑として知られる。

## アクセス
- JR九州豊肥本線宮地駅よりタクシーで20分。
- 九州自動車道熊本インターチェンジから48㎞。国道57号坂梨交差点より駐車場(有料)まで約2km。
  - 駐車場から滝下までの遊歩道は舗装され、鉄製の階段等もありよく整備されている。
  - 駐車場から滝下まで徒歩約5分。冬季には杖やスパイク付長靴等の貸し出しもある。